# Административна подела Финске
Република Финска подручно је подељена на 19 округа, који представљају први степен локалне самоуправе. Даље се окрузи подокруге, а они на општине.

## Општине Финске
Другостепена подела Финске је на општине (фин. kunta, швед. kommun). Основне надлежности општина су: комуналне делатности, основно здравство, основно школство, месна изградња.
Године 2012. постојало је 336 општина у Финској, од чега њих 108 називају и градовима. Суштинске разлике у начину њиховог устројства нема, већ је назив више церемонијалне природе. У прошлости је разлика постојала.
Званичан језик у општинама: Поред финског језика, званичног на нивоу државе, у 19 општина званичан језик је искључиво шведски (махом на Оландским острвима), 43 општине су двојезичне (22 са шведском већином и 21 са финском већином).